# Monoi

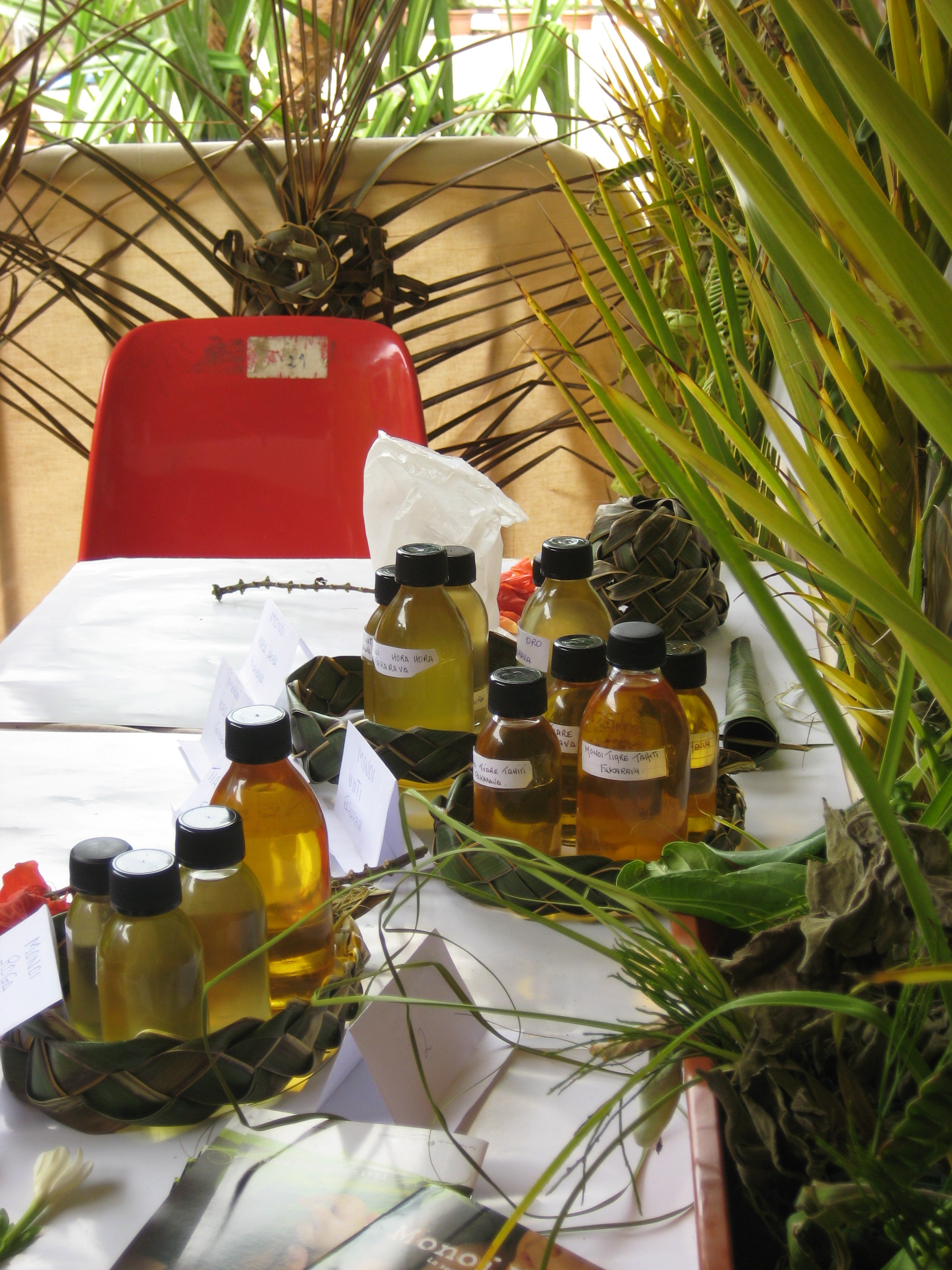
Flesjes met mono'i-olie

monoi of mono'i is een gemacereerde parfumolie, gemaakt van geweekte bloemblaadjes van de Tiaré tahiti in een half-wasachtige kokosolie. Monoi (spreek uit als Mah-noy) is een oud Tahitiaans woord, wat betekent: "geparfumeerde olie". Monoi wordt veel gebruikt door de Franse Polynesiërs voor huid- en haarverzorging. Het is ook populair in Europa en verkrijgt erkenning in de Verenigde Staten.
Op de huidige markt zijn veel vervalsingen van monoi-olie. Bij authentieke Tahitiaanse monoi-olie komt een strenge productiecode kijken die het hele proces, van de selectieve oogst van tiarebloemen tot de opslag en transport van het eindproduct overziet. Dit proces wordt gecontroleerd en het product heeft een beschermde naam, die op 1 april 1992 werd toegekend aan Tahitiaanse monoi-olie.

## Geschiedenis
De tijdsperiode waarop monoi voor het eerst werd gemaakt is onbekend. Vermoedelijk zijn Maori's ongeveer 2000 jaar geleden begonnen met het produceren ervan. Vroege Europese ontdekkingsreizigers die naar de Polynesische eilanden reisden, waaronder James Cook, spraken al van het gebruik van monoi door de inheemse bevolking. Ze gebruikten het voor medicinale, cosmetische en religieuze doeleinden. Monoi speelde een belangrijke rol in het leven van deze mensen, vanaf de geboorte tot de dood. Zo werd het lichaam van pasgeboren baby's ingesmeerd met monoi om  uitdroging van de huid te voorkomen bij warm weer en om het lichaam te verkoelen. Wanneer een persoon stierf, werd zijn lichaam gebalsemd en geparfumeerd met monoi, met de gedachte dat hun reis naar het hiernamaals vergemakkelijkt werd.
Monoi werd ook gebruikt tijdens oude Polynesische religieuze riten. Tijdens ceremonies, die in de "maraes" (tempels) plaatsvonden, gebruikten Maoripriesters monoi om heilige voorwerpen te zalven en om de offers voor hun goden te zuiveren. 
Maorizeevaarders gebruikten monoi om hun lichaam te beschermen tegen koude harde winden en zout water tijdens lange kanotochten op zee. Zelfs nu wrijven veel duikers hun gehele lichaam in met monoi, voorafgaand aan het duiken en dat voor hetzelfde doel. 
Vanaf 1942 werd monoi vervaardigd voor de handel.

## Productie
De tiarebloemen die gebruikt worden voor het produceren van monoi, worden met de hand geplukt als de bloemen nog ongeopend zijn. De bloemen worden direct meegenomen naar de fabriek en ontdaan van hun stampers. Daarna moeten de bloemen minimaal 15 dagen weken in geraffineerde kokosolie. Volgens specifieke normen, gesteld door het titel van oorspronkelijke herkomst, dient elke fabrikant minimaal 15 tiarebloemen te gebruiken per elke liter geraffineerde kokosolie. Na de maceratie wordt de olie opgeslagen in vaten. De vaten worden verzegeld, voor ze Tahiti verlaten.

## Gebruik
Uit recent onderzoek bleek dat monoi rijk is aan methylsalicylaat, een huidkalmerend middel. Het is een natuurlijk geconcentreerde verzachtende stof, die in de huid doordringt, de opperhuid bevochtigt en de huid beschermt tegen zon en wind.
Monoi wordt tegenwoordig gebruikt na het baden of douchen, om uitdroging van de huid te voorkomen. Ook wordt het door duikers gebruikt, om hun lichaam te beschermen tegen zon, wind en zeewater. Verder wordt het gebruikt als badolie, als zonnebrandolie, voor haarverzorging, massages en als pijnstillend middel na zonnebrand.